# Jean Montaurier

Jean Montaurier , nom de plume d'Edmond Fleury, est un romancier français né le 15 décembre 1906 à Aulnat (Puy-de-Dôme) et mort le 16 juin 1992 à Vichy. Il était prêtre dans le diocèse de Clermont.

## Œuvres
- Comme à travers le feu... - Paris : Gallimard , 1962 (Grand prix catholique de littérature)
- Et ils le reconnurent - Paris : Plon , 1964
- Où sont plantées mes racines... - Paris : de Gigord , 1965
- Ni saints ni maudits - Paris : Plon (Meaux, impr. Plon) , 1965
- Ils luttèrent jusqu'à l'aube - Paris : Gallimard , 1967
- La Joie d'être vrai - Paris : de Gigord , 1968
- Tout le reste est silence - Paris : Plon , impr. 1969
- Je suis à celui qui m'aime - 1972, cop. 1972
- Conduis-moi plus loin - Paris : Beauchesne , 1973
- Archives de mon cœur - Paris : Éditions S.O.S , 1977, prix Vitet de l’Académie française